# Semiothisa oppositaria
Semiothisa oppositaria là một loài bướm đêm trong họ Geometridae.